# ヘルシンキ (小惑星)
ヘルシンキ (1495 Helsinki) は小惑星帯に位置する小惑星。フィンランド南西部の都市トゥルクで、ユルィヨ・バイサラによって発見された。
フィンランドの首都、ヘルシンキに因んで命名された。